# 오야마쓰미노카미
오야마쓰미노카미(일본어: 大山津見神 オオヤマツミ[*]는 일본 신화의 신이다.

## 신화에서의 기술
신 출산에서 이자나기와 이자나미 사이에서 태어났다. 고사기에서는 그 후, 풀과 들의 신인 카노야 마노 히메 신 와의 사이에 이하의 4대 야바시라의 신을 낳고 있다.
그 후, 이자나기가 가우 돌지를 참살하다 때 가우 돌지의 몸에서 이하의 산 진견야 하시라가 태어나고 있다.
정카야마 츠 견신
어등 야마즈 견신
오쿠야마 츠 견신
어둠 야마즈 견신
지예 야마즈 견신
하야마 츠견신
하라야마 츠 견신
도야마 츠 견신
오오 야마츠미 자신에 대한 기술은 별로 없고 오오 야마츠미의 자식이라고 밝힌 신이 몇번 등장한다. 팔기 큰 뱀 퇴치에서 소잔오 존 의 아내가 되진기 이나다 히메 의 부모, 족명 추명 손 명추 생명(발병·그런병)는 오오 야마츠미의 자식이라고 일컬어진다.
그 뒤 스사노오 의 계보에서 오호야마츠미 신의 딸인 신대시 히메 신 사이에 대년신과 운가의 미타마을 벌고 있다고 적고 있다. 또 크시나다히메과의 혼혈아, 야시마사 놈 미는 오오 야마츠미의 딸의 고노하나노사쿠야 와 결혼하며 천 파능 어머니 을 낳고 있다. 후하노모직느스느의 자손이 너무 크니 시이다.
천손 강림 이후 니니기는 오오 야마츠미의 딸인 고노하나노사쿠야와 만나 오오 야마츠미은 고노하나노사쿠야 과 그 언니 이와나가 히메를 내밀었다. 니니기이 모양이 더러워져 이와나가 히메만 돌아온 오오 야마츠미는 그것을 분노,이와나가 히메를 곁들인 것은 천손이 바위처럼 영원할 꺼라고 서약을 세운 때문, 이와나가 히메를 돌려보낸 것에서 천손의 수명은 짧아질 것 이라고 말했다.

## 해설
카미나의 트럭은 의, 미인은 신령의 뜻이므로오오 야마츠미는 위대한 여편네라는 의미이다. 별명의 합 다지 오가의 제는 바다의 고어로, 바다의 신을 나타낸다. 즉, 산, 바다를 모두 관장하는 신이라는 것이다. 또, 목화지개야 공주가 언화화출견 미코토(히코 볼에서 보)을 낳은 것을 기뻐했다 오 야마츠미이 천첨 술(엿읜 노무 자케)을 만드는 신과 함께 왜 나막신과 기술도 있어 주조의 신 술 해신과되었다. 이 외, 군신, 무신으로 신앙되고 있다. 오오야마 아부리 신사(가나가와 현 이세하라 시), 우메 미야 타이샤(교토시 우쿄 구)외, 전국의 미시마 신사·야마즈미 신사에 모신다. 전국의 미시마 신사·야마즈미 신사의 총 본사가 대산기 신사(에히메현 이마바리시 오오미 시마 마치)및 미시마 타이샤(시즈오카 현 미시마 시)이다.

## 가계도

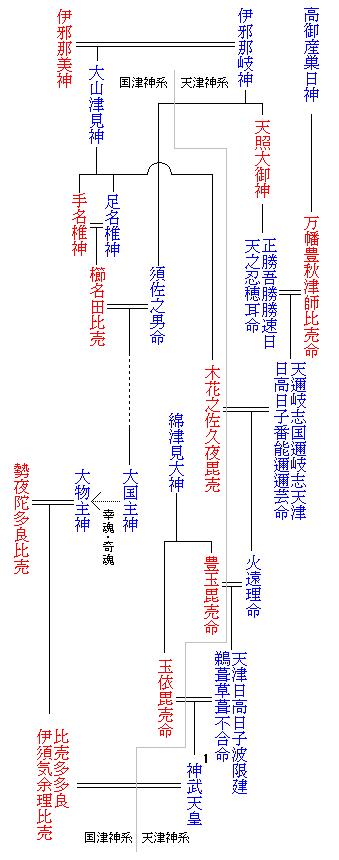
오야마쓰미노카미 가계도

## 가족

신 낳는 신화의 이자나기, 이자나미가 낳은 신들